# Roc de la Collada (Conat)
El Roc de la Collada és una muntanya de 960,7 metres d'altitud del terme comunal de Conat, de la comarca del Conflent, a la Catalunya del Nord.
És a la zona occidental del terme de Conat, just al límit nord de la Reserva Natural de Conat, a prop i al sud del poble de Vellans.
Com altres rocs de la zona, és un aflorament de roca calcària que contrasta amb la resta de l'obaga on està situada.